# Бастія-Умбра
Бастія-Умбра (італ. Bastia Umbra) — муніципалітет в Італії, у регіоні Умбрія,  провінція Перуджа.
Бастія-Умбра розташована на відстані близько 135 км на північ від Рима, 15 км на схід від Перуджі.
Населення — 21 937 осіб (2014).
Щорічний фестиваль відбувається 29 вересня. Покровитель — святий Архангел Михаїл.

## Демографія
Населення за роками:

Станом на 1 січня 2023 року в муніципалітеті офіційно проживали 2023 іноземці з 70 країн, серед них 737 громадян країн Євросоюзу та 53 громадяни України.

## Уродженці
- Леонардо Акорі (*1955) — відомий у минулому італійський футболіст, півзахисник, згодом — тренер.

## Сусідні муніципалітети
- Ассізі
- Беттона
- Перуджа
- Торджано